# Spheric Universe Experience
A Spheric Universe Experience 1999-ben alakult francia eredetű progresszív metal együttes, amely a progresszív metal zenei elemeit szimfonikus stílusjegyekkel elegyíti.
Az együttesnek ezidáig öt stúdióalbuma jelent meg. Felállásuk nagyrészt ugyanaz a kezdetektől, de dobost már 6 alkalommal is cseréltek ezidáig.

## Diszkográfia
- 2003 - Burning Box (demo)
- 2005 - Mental Torments
- 2007 - Anima
- 2009 - Unreal
- 2012 - The New Eve
- 2017 - Live in London 2016 (koncertfelvétel)
- 2022 - Back Home

Jelenlegi felállás:
- Fred Colombo − billentyűk
- Vince Benaim - gitár
- John Drai - basszusgitár
- Frank Garcia - ének
- Romain Goulon - dobok

Korábbi tagok (mindannyian dobosok):
- Samuel Boulade
- Volodia Brice
- Guillaume Morero
- Nicolas 'Ranko' Muller
- Christophe Briand
- Gabriel Odvad